# Nacho Carretero
Nacho Carretero Pou, nascut a A Coruña l'any 1981, és un periodista i escriptor gallec.
Va començar a treballar en les redaccions de diversos mitjans de comunicació i després va passar a ser autònom als mitjans de comunicació com a JotDown, XL Semanal, Gatopardo o El Mundo. Realitzar reportatges sobre el narcotràfic a Galícia, el genocidi de Ruanda, el virus d'Ebola a l'Àfrica, la guerra de Síria, els incendis del nord-oest de la península ibèrica de 2017 o el Deportivo da Coruña.
Del seu llibre sobre el narcotràfic a Galícia, Fariña (2015), es va convertir en una sèrie de televisió amb el mateix nom (Fariña) estrenada en Antena 3 al 28 de febrer del 2018, una setmana després que el llibre havia patit un embargament judicial per l'ordre de la jutgessa de Collado Villalba, Alejandra Pontana, després que l'ex-alcalde d'O Grove, Alfredo Bea Gondar, denunciara l'autor per una presumpta vulneració del seu dret a l'honor. El llibre va ser número u en vendes i la sèrie va assolir a una gran audiència.

## Obra

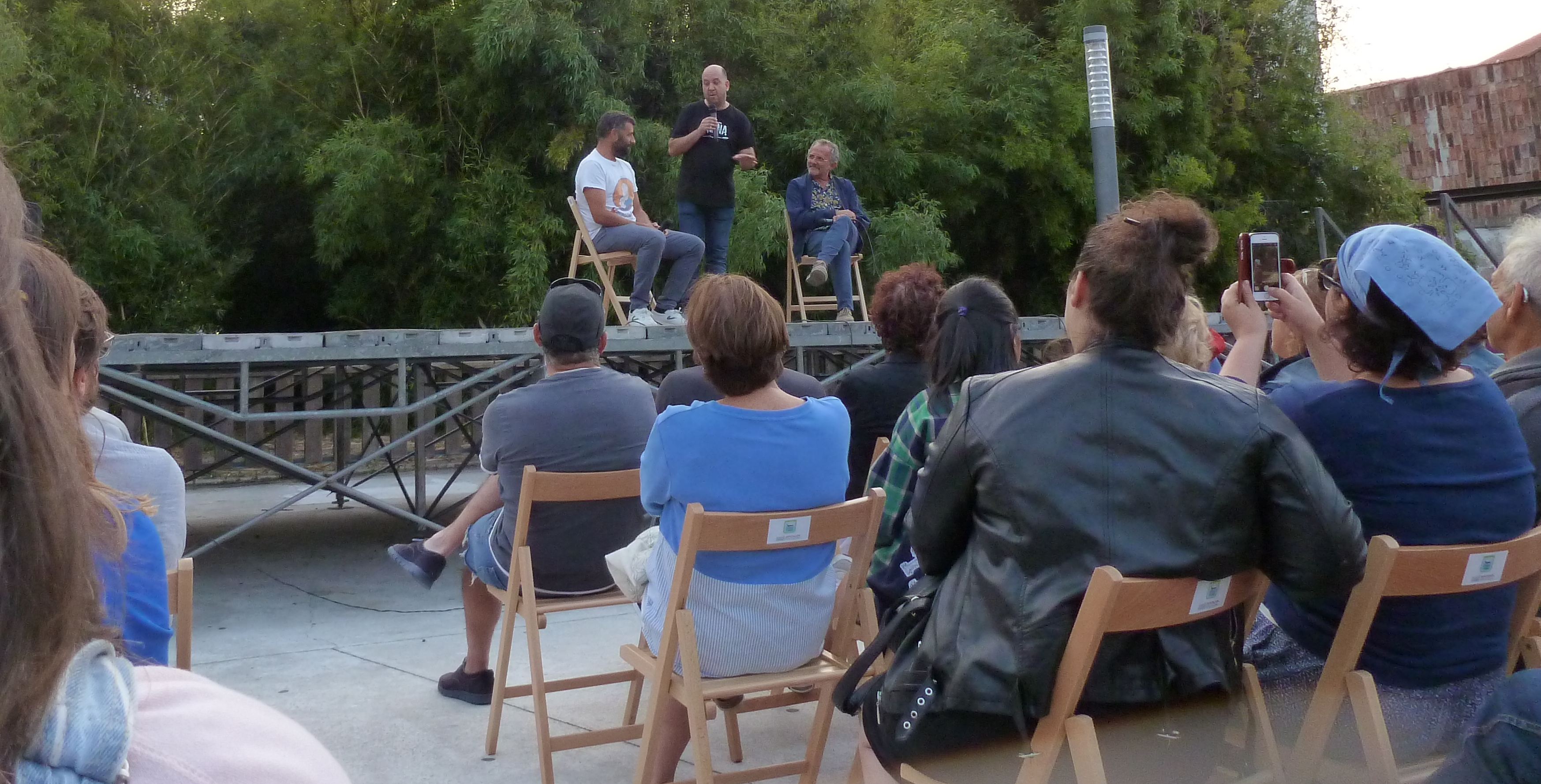
Presentació de Fariña a Bueu el 2018 amb Fernando Miranda i Morris.

- Fariña. Historia e indiscreciones del narcotráfico en Galicia (Libros del K. O., 2015) ISBN 9788416001460[7]
- Nos parece mejor (Libros del K. O., 2018), sobre la història del Deportivo da Coruña. ISBN 9788416001859[8]
- En el corredor de la muerte (Espasa Libros, 2018) ISBN 9788467049824[9]